# Shartegodon altai
Shartegodon altai — вид терапсид родини Тритилодонтиди (Tritylodontidae), що існував у пізній юрі на території сучасної Східної Азії. Викопні рештки тварини знайдені на південному заході Монголії. Описаний по черепу. Разом з Shartegodon 
 виявлені рештки терапсиду, які віднесли до нового роду Nuurtherium.